# Liste des lieux de culte de la Mauricie
La liste des lieux de culte de la Mauricie comprend tous les lieux de culte de la Mauricie au Québec. La majorité de ceux-ci sont catholiques et font partie du diocèse de Trois-Rivières. Certains sont officiellement reconnus en tant que lieu patrimonial.

## Description
La Mauricie, où la première messe aurait été dite le 26 juillet 1615, compte encore trois lieux de culte datant de l'époque de la Nouvelle-France : la chapelle du monastère des Ursulines, à Trois-Rivières, érigée à partir de 1714 ; le Sanctuaire Notre-Dame-du-Cap, à Trois-Rivières, érigée à partir de 1717 pour servir d'église paroissiale au Cap-de-la-Madeleine ; puis la chapelle conventuelle des Récollets, érigée en 1753 et occupée aujourd'hui par les Anglicans sous le nom d'église Saint-James. Quelques autres églises, construites plus tard, conservent encore des œuvres datant de l'époque de la Nouvelle-France : l'église de Champlain, l'église de Batiscan, l'église de Sainte-Anne-de-la-Pérade, l'église de Saint-Maurice, l'église de Maskinongé.
La Mauricie compte quatre lieux de culte évalués en 2004 comme étant incontournables : le Sanctuaire Notre-Dame-du-Cap (1717), l'église Saint-James (1753), la cathédrale de l'Assomption de Marie (1854), tous trois situés à Trois-Rivières, et l'église de Sainte-Anne-de-la-Pérade (1855). Huit autres lieux de culte ont été évalués de valeur exceptionnelle : l'église Saint-Léon-le-Grand (1823), l'église Saint-Prosper (1848), l'église Saint-François-Xavier de Batiscan (1864), l'église Notre-Dame-de-la-Visitation de Champlain (1879), l'église Saint-Rémi de Lac-aux-Sables (1898), l'église Sainte-Thècle (1903), l'église anglicane Saint-Stephen de Shawinigan (1922) et l'église Notre-Dame-de-la-Présentation de Shawinigan (1924).
Quatre lieux de culte de la Mauricie sont protégés par un statut légal. L'église Notre-Dame-de-la-Visitation, située à Champlain, a été classée monument historique en 2001 par le ministère de la Culture, des Communications et de la Condition féminine du Québec (MCCCF), elle est la première église à être classée en Mauricie. L'église Notre-Dame-de-la-Présentation, située à Shawinigan, a été reconnue lieu historique national du Canada en 2003 par la Commission des lieux et monuments historiques du Canada (CLMHC). La chapelle du monastère des Ursulines et l'église Saint-James sont situés dans le Vieux-Trois-Rivières déclaré lieu historique national du Canada (Lieu historique national du Canada du Complexe-historique-de-Trois-Rivières) en 1962 par la CLMHC et décrété arrondissement historique en 1964 par le ministère des Affaires culturelles du Québec (actuel MCCCF).

## Propriété
Au Québec, chaque église catholique appartient à une corporation constituée en vertu de la Loi sur les Fabriques. Chacune de ces corporations est désignée du nom «La Fabrique de la paroisse...». Une Fabrique est une corporation religieuse locale à but non lucratif, dont l'objet est d'acquérir, de posséder, de détenir, et d'administrer les finances et les biens pour les fins de l'exercice de la religion catholique romaine sur un territoire déterminé, une paroisse. Elle compte six membres bénévoles (appelés marguilliers), un prêtre et un président d'assemblée (lorsqu'il n'est pas le prêtre ni un marguillier) qui forment le conseil d'administration (le conseil de fabrique). Le droit canon et la Loi sur les Fabriques obligent la constitution d'une fabrique par paroisse. Une paroisse peut compter plusieurs églises, donc une fabrique peut posséder plus d'une église.
À titre d'exemple, l'église Notre-Dame-de-la-Visitation à Champlain appartient à une corporation identifiée sous la dénomination «La Fabrique de la paroisse Notre-Dame-de-la-Visitation de Champlain». Fondée en 1664, cette corporation a été incorporée en 1684  Les biens que possède cette corporation sont un terrain acquis en 1806, sur lequel il y a l’église construite en 1878-1879, un presbytère construit en 1904, un garage construit vers 1960-1963, un cimetière ouvert en 1806, un charnier construit en 1905, deux stationnements, un monument du Sacré-Cœur datant de 1917, une grotte de la Vierge construite en 1982, ainsi que le Parc de la Fabrique, sur lequel la municipalité possède un belvédère. Quelques espaces de stationnement sont loués aux résidents du HLM situé en face de l'église.
Les cathédrales catholiques ainsi que les églises anglicanes appartiennent à leur corporation épiscopale respective. Les corporations épiscopales sont des corporations religieuses locales à but non lucratif constituées en vertu de lois privées. À titre d'exemple, La Corporation épiscopale catholique romaine de Trois-Rivières, constituée en 1852, est la propriétaire de la cathédrale de l'Assomption, à Trois-Rivières, et d'autres biens destinés à l'exercice de la religion catholique romaine sur le diocèse de Trois-Rivières, un territoire correspondant à la Mauricie.
Les chapelles des communautés religieuses appartiennent à ces communautés, qui, elles aussi sont des organismes à but non lucratif. À titre d'exemple, la chapelle des Ursulines, à Trois-Rivières, appartient à la corporation «Province du Québec de l'Union canadienne des Moniales de l'Ordre de Sainte-Ursule» constituée en 2008 de la fusion de trois corporations : La Province de Québec de l'Union canadienne des moniales de l'ordre de Sainte-Ursule, La Province de Rimouski de l'Union canadienne des moniales de l'ordre de Sainte-Ursule, et La Province de Trois-Rivières de l'Union canadienne des moniales de l'ordre de Sainte-Ursule. Les Ursulines ont cédé leur chapelle et leur monastère à la Ville de Trois-Rivières en 2021.
Les églises des autres traditions religieuses appartiennent généralement à d'autres organismes à but non lucratif.
Les églises qui ne sont plus destinées au culte, qui sont désacralisées, appartiennent à des municipalités, des corporations, des entreprises ou des individus.

## Lieux de culte
Dans le classement des colonnes, Wikipédia classe la lettre E accent aigu à la suite de la lettre Z. Ainsi, Saint-Édouard est à la suite de Saint-Tite, par exemple.
| Nom                                                                             | Localisation                 | Tradition                      | Date                  | Architectes                                          | Hiérarchisation régionale /Statut juridique                                         | Propriétaire                                                | Note | Photo |
| ------------------------------------------------------------------------------- | ---------------------------- | ------------------------------ | --------------------- | ---------------------------------------------------- | ----------------------------------------------------------------------------------- | ----------------------------------------------------------- | --- | ----- |
| Chapelle des Sœurs de l'Assomption 875 rue Marguerite-Bourgeois                 | Trois-Rivières               | Catholique                     | 1967-1969             | Lacoursière et Beaumier                              |                                                                                     | Sœurs de l'Assomption                                       | |       |
| Chapelle des sœurs Adoratrices du Précieux-Sang 873 boul. Saint-Louis           | Trois-Rivières               | Catholique                     | 1897-1898             | Louis Richard                                        |                                                                                     | Olymbec                                                     | Acquise avec le monastère en 2009 et transformée en immeuble à logements |       |
| Chapelle des Ursulines 700 rue des Ursulines                                    | Trois-Rivières               | Catholique                     | 1714-1716             | Mgr Saint-Vallier                                    | /Arrondissement historique (1964)                                                   | Ursulines                                                   | Donnée par les Ursulines à la Ville de Trois-Rivières en 2021. |       |
| Chapelle du couvent Notre-Dame 1465 boul. du Carmel                             | Trois-Rivières               | Catholique                     | 1930-1931             | Rémi Martin                                          |                                                                                     | Sœurs Dominicaines                                          | |       |
| Chapelle conventuelle Saint-Antoine 890 boul. du Saint-Maurice                  | Trois-Rivières               | Catholique                     | 1906-1907             | Frédéric Janssoone                                   |                                                                                     | Franciscains                                                | |       |
| Chapelle conventuelle Saint-Joseph 800 rue Laviolette                           | Trois-Rivières               | Catholique                     | 1901-1903             | Georges-Émile Tanguay                                |                                                                                     | Séminaire Saint-Joseph                                      | |       |
| Chapelle conventuelle Saint-Joseph-de-Kermaria 1193 boul. Saint-Louis           | Trois-Rivières               | Catholique                     | 1933-1934             | Donat-Arthur Gascon, Louis Parant                    |                                                                                     | Filles de Jésus                                             | |       |
| Chapelle conventuelle Sainte-Trinité-de-Marie-Médiatrice 1785 boul. du Carmel   | Trois-Rivières               | Catholique                     | 1950-1951             | Joseph-Siméon Bergeron                               |                                                                                     | Groupe médical                                              | Autrefois Carmélites. Acquise avec le monastère en 2012 par un groupe médical. La chapelle et le monastère ont été transformés en centre médical.                                                                                         |       |
| Chapelle conventuelle des Pauvres de Saint-François 425 rue Sainte-Angèle       | Trois-Rivières               | Catholique                     |                       |                                                      |                                                                                     | Pauvres de Saint-François                                   | |       |
| Cathédrale L'Assomption de Marie 362 rue Bonaventure                            | Trois-Rivières               | Catholique                     | 1854-1858             | Victor Bourgeau                                      | Incontournable (A)                                                                  | Corporation épiscopale catholique romaine de Trois-Rivières | |       |
| Église Notre-Dame-des-Sept-Allégresses 1285 rue Saint-François-Xavier           | Trois-Rivières               | Catholique                     | 1913-1914             | Joseph-Ovide Turgeon                                 | Supérieure (C)                                                                      | Fabrique de la paroisse Du-Bon-Pasteur                      | Ancienne église paroissiale, fermée et vendue le 22 octobre 2020 à une entreprise privée. A été gravement endommagée par le feu, qui a entièrement détruit le toit ainsi que l'arrière de l'église le 3 octobre 2024.\|\|                 |       |
| Église Saint-Andrews Emplacement de l'actuelle bibliothèque Gatien-Lapointe     | Trois-Rivières               | Presbytérienne                 | 1846                  |                                                      |                                                                                     | Démolie                                                     | Démolie en 1967. |       |
| Église Saint-François-d'Assise 740 rue Sainte-Catherine                         | Trois-Rivières               | Catholique                     | 1951-1952             | Jean-Louis Caron                                     |                                                                                     | Démolie                                                     | Ancienne église paroissiale. Fermée le 8 juin 2008, elle a été démolie en mai 2011. |       |
| Église Saint-James 811 rue des Ursulines                                        | Trois-Rivières               | Anglicane                      | 1753                  |                                                      | Incontournable (A) /Arrondissement historique (1964) Site historique reconnu (2003) | Municipalité                                                | Catholique d'abord, devenue église anglicane. Acquise par la Ville de Trois-Rivières en novembre 2011. Convertie en complexe culturel. Le culte anglican est maintenu.                                                                    |       |
| Église méthodiste wesleyenne 300 rue Bonaventure                                | Trois-Rivières               | Wesleyenne                     | 1823                  |                                                      |                                                                                     | Entreprise                                                  | Fermée en 1925. Convertie en résidence, puis salon de barbiers, salon de bains flottants, un commerce, maintenant un restaurant. |       |
| Église Saint-Jean-de-Brébeuf 2850 boul. des Forges                              | Trois-Rivières               | Catholique                     | 1956-1957             | Jean-Louis Caron                                     |                                                                                     | Fabrique de la paroisse Du-Bon-Pasteur                      | Ancienne église paroissiale, fermée et vendue le 22 octobre 2020 à une entreprise privée. |       |
| Église Saint-Laurent 1705 rue de Malapart                                       | Trois-Rivières               | Catholique                     | 1984                  |                                                      |                                                                                     | Fabrique de la paroisse Du-Bon-Pasteur                      | Église paroissiale |       |
| Église Saint-Michel-Archange (des Forges) 10165 boul. des Forges                | Trois-Rivières               | Catholique                     | 1930-1931             | Louis Rainville et Wilfrid Marchand, entrepreneurs   | Faible (E)                                                                          | Fabrique de la paroisse Du-Bon-Pasteur                      | Église paroissiale |       |
| Église Saint-Patrick 340 rue Whitehead                                          | Trois-Rivières               | Catholique                     | 1954                  | Henry T. Langston and Davies                         |                                                                                     | Fabrique de la paroisse Saint-Patrick                       | Église paroissiale |       |
| Église Saint-Philippe 500 rue Gervais                                           | Trois-Rivières               | Catholique                     | 1908-1909             | Daoust et Lafond                                     | Supérieure (C)                                                                      | Démolie                                                     | Ancienne église paroissiale. Fermée le 16 décembre 2007, les clochers ont été démolis en décembre 2014, le reste de l'église a été démoli en 2015.                                                                                        |       |
| Église Saint-Pie X 690 boul. des Récollets                                      | Trois-Rivières               | Catholique                     | 1963-1964             | Donat-Arthur Gascon                                  |                                                                                     | Fabrique de la paroisse Du-Bon-Pasteur                      | Église paroissiale |       |
| Église Sainte-Cécile 568 rue Saint-Paul                                         | Trois-Rivières               | Catholique                     | 1913-1914             | Viau et Venne                                        | Supérieure (C)                                                                      | Corporation                                                 | Ancienne église paroissiale. Fermée le 1er juin 2008, vendue en 2010, transformée en salle de concert puis en plateau sportif. |       |
| Église Sainte-Marguerite-de-Cortone 1325 rue Brébeuf                            | Trois-Rivières               | Catholique                     | 1950-1957             |                                                      |                                                                                     | Fabrique de la paroisse Du-Bon-Pasteur                      | Ancienne église paroissiale, fermée et vendue le 22 octobre 2020 à une entreprise privée. |       |
| Église Sainte-Thérèse-de-l'Enfant-Jésus 4805 boul. Chanoine-Moreau              | Trois-Rivières               | Catholique                     | 1954                  | Jean-Louis Caron                                     |                                                                                     | Fabrique de la paroisse Du-Bon-Pasteur                      | Église paroissiale |       |
| Église Très-Saint-Sacrement 1825 boul. Saint-Louis                              | Trois-Rivières               | Catholique                     | 1956-1957             | Jean-Louis Caron                                     |                                                                                     | Fabrique de la paroisse Du-Bon-Pasteur                      | Ancienne église paroissiale, fermée et vendue le 22 octobre 2020 à une corporation communautaire. |       |
| Église Sainte-Catherine-de-Sienne 4950 boul. Gene-H.-Kruger                     | Trois-Rivières               | Catholique                     | 1963                  | Yves Bélanger                                        |                                                                                     | Fabrique de la paroisse Du-Bon-Pasteur                      | Église paroissiale |       |
| Église Jean-XXIII 5810 rue de la Montagne                                       | Trois-Rivières               | Catholique                     | 1979-1980             |                                                      |                                                                                     | Fabrique de la paroisse Du-Bon-Pasteur                      | Ancienne église paroissiale, fermée et vendue le 22 octobre 2020 à une entreprise privée. |       |
| Chapelle conventuelle Saint-Joseph 600 rue Notre-Dame-Est                       | Trois-Rivières               | Catholique                     | 1968-1969             | Lacoursière et Beaumier                              |                                                                                     | Carmes                                                      | D'abord chapelle conventuelle Marie-Médiatrice des Servantes de Jésus-Marie jusqu'en 2004, propriété des Carmes depuis 2004 |       |
| Chapelle conventuelle Notre-Dame-de-Grâce 528 rue Notre-Dame-Est                | Trois-Rivières               | Catholique                     | 1966-1967             | Roland Gendron, entrepreneur                         |                                                                                     | Entreprise                                                  | Autrefois les Sœurs de la Charité. Chapelle et résidence vendue et transformée en résidence pour personnes âgées. |       |
| Sanctuaire Notre-Dame-du-Cap 626 rue Notre-Dame-Est                             | Trois-Rivières               | Catholique                     | 1717-1720             | Pallié, charpentier, et François Dufaux, menuisier   | Incontournable (A)                                                                  | Oblats de Marie-Immaculée                                   | Lieu de pèlerinage |       |
| Basilique Notre-Dame-du-Cap 626 rue Notre-Dame-Est                              | Trois-Rivières               | Catholique                     | 1955-1964             | Adrien Dufresne                                      |                                                                                     | Oblats de Marie-Immaculée                                   | Lieu de pèlerinage |       |
| Église Saint-Eugène 152 rue Saint-Alphonse                                      | Trois-Rivières               | Catholique                     | 1950-1951             | Jean-Louis Caron                                     |                                                                                     | Corporation                                                 | Ancienne église paroissiale. Fermée, elle a été vendue en novembre 2017 à l'organisme Ébyôn et transformée en centre communautaire sous le nom de Centre de solidarité Saint-Eugène.                                                      |       |
| Église Saint-Gabriel-Archange 102 rue du Frère Sévérin                          | Trois-Rivières               | Catholique                     | 1972-1973             |                                                      |                                                                                     | Fabrique de la paroisse Père-Frédéric                       | Église paroissiale |       |
| Église Saint-Lazare 35 rue Toupin                                               | Trois-Rivières               | Catholique                     | 1928-1929             | Jules Caron, Donat-Arthur Gascon, Louis Parant       | Supérieure (C)                                                                      | Fabrique de la paroisse Père-Frédéric                       | Église paroissiale |       |
| Église Saint-Odilon 440 rue du Charbonnier                                      | Trois-Rivières               | Catholique                     | 1956-1957             | Arthur Lacoursière                                   |                                                                                     | Fabrique de la paroisse Père-Frédéric                       | Église paroissiale |       |
| Église Sainte-Bernadette 760 rue Guilbert                                       | Trois-Rivières               | Catholique                     | 1969-1970             | Caron, Juneau, Bigué                                 |                                                                                     | Fabrique de la paroisse Père-Frédéric                       | Église paroissiale |       |
| Église Sainte-Famille 80 rue Rochefort                                          | Trois-Rivières               | Catholique                     | 1966-1967             | Caron, Juneau, Bigué                                 |                                                                                     | Fabrique de la paroisse Père-Frédéric                       | Église paroissiale |       |
| Église Sainte-Marie-Madeleine 435 boul. Sainte-Madeleine                        | Trois-Rivières               | Catholique                     | 1951-1953             | Jean-Louis Caron                                     |                                                                                     | Entreprise                                                  | Ancienne église paroissiale. Fermée le 2 décembre 2012. Vendue en 2013 et abandonnée depuis. A été démolie le 29 avril 2024 pour laisser la place à des logements à coûts modiques. \|\|                                                  |       |
| Chapelle de la Colonie (Numéro civique) rue Notre-Dame-Ouest                    | Trois-Rivières               | Catholique                     | 1950-1954             |                                                      |                                                                                     |                                                             | Camp de vacances |       |
| Chapelle de la Maison Béthanie 12160 rue Notre-Dame-Ouest                       | Trois-Rivières               | Catholique                     | 1961-1962             | Arthur Lacoursière                                   |                                                                                     | Entreprise                                                  | Maison convertie en résidence pour personnes âgées |       |
| Chapelle du Cénacle Saint-Pierre 12270 rue Notre-Dame-Ouest                     | Trois-Rivières               | Catholique                     | 1948-1949             | Jean-Louis Caron                                     |                                                                                     | Entreprise                                                  | Édifice converti en résidence pour personnes âgées |       |
| Église La-Visitation (Pointe-du-Lac) 11900 rue Notre-Dame-Ouest                 | Trois-Rivières               | Catholique                     | 1882-1883             | Georges-Félix Héroux                                 | Moyenne (D)                                                                         | Fabrique de la paroisse Notre-Dame-de-l’Alliance            | Église paroissiale |       |
| Église Saint-Louis-de-France 815 boul. Saint-Jean                               | Trois-Rivières               | Catholique                     | 1901-1902             | Joseph Giroux, entrepreneur                          | Moyenne (D)                                                                         | Fabrique de la paroisse Père-Frédéric                       | Église paroissiale |       |
| Église Assemblée chrétienne 225 rue Lupien                                      | Trois-Rivières               | Protestante                    |                       |                                                      |                                                                                     |                                                             | Incendiée le 11 décembre 2012. Reconstruite en 2013. |       |
| Église Baptiste évangélique de Trois-Rivières 8305 boul. des Forges             | Trois-Rivières               | Protestante                    |                       |                                                      |                                                                                     |                                                             | |       |
| Église biblique baptiste de la Mauricie 407 rue Saint-Alexis                    | Trois-Rivières               | Protestante                    |                       |                                                      |                                                                                     |                                                             | |       |
| Église Vie Nouvelle 80 rue Latreille                                            | Trois-Rivières               | Protestante                    |                       |                                                      |                                                                                     |                                                             | Autrefois Imprimerie Art Graphique |       |
| Église communautaire Nouvel Espoir (Armée du salut) 501A boul. du Saint-Maurice | Trois-Rivières               | Protestante                    |                       |                                                      |                                                                                     |                                                             | Localisée d'abord au 501A boul. du Saint-Maurice jusqu'en 2012. Déménagée depuis. |       |
| Église Pentecôtiste unie 705 boul. Mauricien                                    | Trois-Rivières               | Protestante                    |                       |                                                      |                                                                                     |                                                             | |       |
| Église unie rue Nérée-Beauchemin                                                | Trois-Rivières               | Protestante                    |                       |                                                      |                                                                                     |                                                             | Fermée en année?. Acquise par le Collège Laflèche pour servir comme pavillon d'enseignement. Vendue en année? et démolie pour faire place à des édifices à logements.                                                                     |       |
| Salle du Royaume, Témoins de Jéhovah 3295 boul. Thibeau                         | Trois-Rivières               | Restaurationnisme              |                       |                                                      |                                                                                     |                                                             | |       |
| Salle du Royaume, Témoins de Jéhovah 7200 boul. Saint-Jean                      | Trois-Rivières               | Restaurationnisme              |                       |                                                      |                                                                                     |                                                             | |       |
| Centre culturel islamique de la Mauricie 3009 boul. des Forges                  | Trois-Rivières               | Islamique                      |                       |                                                      |                                                                                     |                                                             | |       |
| Centre Bouddhiste Shamata 700 rue Champflour                                    | Trois-Rivières               | Bouddhiste                     | 2003                  |                                                      |                                                                                     |                                                             | Autrefois Magasin J.N. Beaudoin |       |
| Église Saint-Étienne 1161 rue Principale                                        | Saint-Étienne-des-Grès       | Catholique                     | 1867-1868             | Joseph Héroux                                        | Supérieure (C)                                                                      | Fabrique de la paroisse Notre-Dame-de-l’Alliance            | Église paroissiale |       |
| Église Saint-Thomas 391 ave Saint-Thomas-de-Caxton                              | Saint-Étienne-des-Grès       | Catholique                     | 1903-1904             | Asselin et Denoncourt, et le curé Martel             | Faible (E)                                                                          | Fabrique de la paroisse Notre-Dame-de-l’Alliance            | Église paroissiale |       |
| Église Saint-Antoine-de-Padoue 50 rue Saint-Laurent                             | Louiseville                  | Catholique                     | 1917-1921             | Pierre Lévesque                                      | Supérieure (C)                                                                      | Fabrique de la paroisse Saint-Frère-André                   | Église paroissiale |       |
| Église Saint-Joseph 27 rue Saint-Joseph                                         | Maskinongé                   | Catholique                     | 1891-1893             | Joseph Héroux                                        | Supérieure (C) /Œuvre d'art classée                                                 | Fabrique de la paroisse Saint-Frère-André                   | Église paroissiale |       |
| Église Saint-Alexis 30 rue Saint-Pierre                                         | Saint-Alexis-des-Monts       | Catholique                     | 1884-1885             | Denoncourt et Denoncourt, Joseph Héroux              | Supérieure (C)                                                                      | Fabrique de la paroisse Saint-Christophe                    | Église paroissiale |       |
| Église Sainte-Angèle (numéro civique) rue Paul-Lemay                            | Sainte-Angèle-de-Prémont     | Catholique                     | 1992                  |                                                      |                                                                                     | Privée                                                      | Ancienne église paroissiale. Fermée en 2016. Vendue en 2016. Revendue en 2017 pour être transformée en résidence. |       |
| Église Saint-Barnabé 70 rue Notre-Dame                                          | Saint-Barnabé                | Catholique                     | 1971-1972             | Caron, Juneau, Bigué                                 |                                                                                     | Fabrique de la paroisse Saint-Christophe                    | Église paroissiale |       |
| Église Saint-Édouard 3850 rue Saint-Germain                                     | Saint-Édouard-de-Maskinongé  | Catholique                     | 1915                  | Charles Coutu                                        | Faible (E)                                                                          | Fabrique de la paroisse Saint-Frère-André                   | Église paroissiale |       |
| Église Saint-Justin 541 rue Duchesnay                                           | Saint-Justin                 | Catholique                     | 1957-1959             | Denoncourt                                           |                                                                                     | Fabrique de la paroisse Saint-Frère-André                   | Ancienne église paroissiale. Fermée en 2016, elle a été mise en vente en 2017. |       |
| Église Saint-Léon-le-Grand 10 rue de la Fabrique                                | Saint-Léon-le-Grand          | Catholique                     | 1823-1824             |                                                      | Exceptionnelle (B) /Monument historique classé (2011)                               | Fabrique de la paroisse Saint-Frère-André                   | Église paroissiale |       |
| Église Saint-Paulin 2850 rue Laflèche                                           | Saint-Paulin                 | Catholique                     | 1886-1887             | Georges-Félix Héroux                                 | Moyenne (D)                                                                         | Municipalité                                                | Église paroissiale. Acquise par la Municipalité en 2017. |       |
| Église Saint-Sévère 57 rue Principale                                           | Saint-Sévère                 | Catholique                     | 1853-1855             | Georges-Félix Héroux et Joseph Héroux, entrepreneurs | Moyenne (D)                                                                         | Fabrique de la paroisse Saint-Christophe                    | Église paroissiale |       |
| Église Sainte-Ursule 1870 rue de la Fabrique                                    | Sainte-Ursule                | Catholique                     | 1867-1870             | Zéphirin Perreault                                   | Supérieure (C)                                                                      | Fabrique de la paroisse Saint-Frère-André                   | Église paroissiale |       |
| Église Sainte-Anne 530 rue Sainte-Anne                                          | Yamachiche                   | Catholique                     | 1957-1958             | Arthur Lacoursière                                   |                                                                                     | Fabrique de la paroisse Saint-Christophe                    | Église paroissiale |       |
| Église Saint-Jacques 630 Quatrième avenue                                       | Grandes-Piles                | Catholique                     | 1898-1899             |                                                      | Moyenne (D)                                                                         | Fabrique de la paroisse Sainte-Marie-de-l’Incarnation       | Église paroissiale |       |
| Église Saint-Timothée 821 rue Saint-Pierre                                      | Hérouxville                  | Catholique                     | 1904                  | Charles Lafond                                       | Moyenne (D)                                                                         | Fabrique de la paroisse Saint-François                      | Église paroissiale |       |
| Chapelle conventuelle Mère Aimable 14 rue Saint-Pierre-Nord                     | Hérouxville                  | Catholique                     | 1952-1958             | Avila Denoncourt                                     |                                                                                     | Filles de Jésus                                             | |       |
| Église dite chapelle Saint-Léopold 390 chemin Saint-Charles                     | Lac-aux-Sables               | Catholique                     | 1930                  |                                                      | Faible (E)                                                                          | Fabrique de la paroisse Saint-Cœur-de-Marie                 | Église paroissiale |       |
| Église Saint-Rémi 251 rue Principale                                            | Lac-aux-Sables               | Catholique                     | 1898                  | Joseph-T Thibaudeau, curé                            | Exceptionnelle (B)                                                                  | Fabrique de la paroisse Saint-Cœur-de-Marie                 | Église paroissiale |       |
| Église Notre-Dame-des-Anges 420 rue Principale                                  | Notre-Dame-de-Montauban      | Catholique                     | 1909                  | Joseph-Pierre Ouellet                                | Moyenne (D)                                                                         | Fabrique de la paroisse Saint-Cœur-de-Marie                 | Église paroissiale |       |
| Église dite chapelle Saint-Éloi rue Garneau                                     | Notre-Dame-de-Montauban      | Catholique                     | 1920                  |                                                      | Moyenne (D)                                                                         | Fabrique de la paroisse Saint-Cœur-de-Marie                 | Église paroissiale |       |
| Église Saint-Adelphe 681 rue Principale                                         | Saint-Adelphe                | Catholique                     | 1914-1916             | J. Georges Bussières et Adélard Lamy, curé           | Moyenne (D)                                                                         | Fabrique de la paroisse Saint-Cœur-de-Marie                 | Église paroissiale |       |
| Église Saint-Joseph 578 rue Saint-Joseph                                        | Saint-Roch-de-Mékinac        | Catholique                     | 1888-1894             |                                                      | Faible (E)                                                                          | Fabrique de la paroisse Saint-François                      | Église paroissiale |       |
| Église Saint-Roch 1212 rue Principale                                           | Saint-Roch-de-Mékinac        | Catholique                     | 1950-1951             |                                                      |                                                                                     | Fabrique de la paroisse Saint-François                      | Église paroissiale |       |
| Église Saint-Séverin 41 boul. Saint-Louis                                       | Saint-Séverin                | Catholique                     | 1895-1897             | Alfred Giroux                                        | Moyenne (D)                                                                         | Fabrique de la paroisse Saint-François                      | Église paroissiale |       |
| Église Saint-Tite 531 rue Notre-Dame                                            | Saint-Tite                   | Catholique                     | 1927-1928             | Jules Caron                                          | Moyenne (D)                                                                         | Fabrique de la paroisse Saint-François                      | Église paroissiale |       |
| Église Sainte-Thècle 331 rue Saint-Jacques                                      | Sainte-Thècle                | Catholique                     | 1903-1905             | J. Georges Bussières, Charles Lafond                 | Exceptionnelle (B)                                                                  | Fabrique de la paroisse Saint-Cœur-de-Marie                 | Église paroissiale |       |
| Église dite chapelle Notre-Dame-des-Neiges 308 rue Saint-Joseph                 | Lac-Édouard                  | Catholique                     | 1913-1915             |                                                      | Faible (E)                                                                          | Fabrique de la paroisse Saint-Martin-de-Tour                | Église paroissiale |       |
| Église Marie-Médiatrice 8 rue Réal                                              | La Tuque                     | Catholique                     | 1962-1963             | Arthur Lacoursière                                   |                                                                                     | Fabrique de la paroisse Saint-Martin-de-Tour                | Église paroissiale |       |
| Église Saint-Andrew 2 rue Beckler                                               | La Tuque                     | Anglicane                      | 1910-1911             |                                                      | Moyenne (D)                                                                         | Privée                                                      | Fermée depuis le 21 octobre 2009, elle a été vendue en septembre 2012. La vocation de l'église n'est pas encore identifiée. Le presbytère deviendra une auberge.                                                                          |       |
| Église dite chapelle Saint-Ephrem 615, route 155 sud                            | La Tuque                     | Catholique                     | 1921                  |                                                      | Faible (E)                                                                          | Fabrique de la paroisse Saint-Martin-de-Tour                | Église paroissiale |       |
| Église dite chapelle Saint-Jean-Bosco 308 rue Saint-Joseph                      | La Tuque                     | Catholique                     | 1950-1952             | Jean-Louis Caron                                     |                                                                                     | Fabrique de la paroisse Saint-Martin-de-Tour                | Église paroissiale |       |
| Église dite chapelle Saint-Théodore 308 rue Saint-Joseph                        | La Tuque                     | Catholique                     | 1931                  | Jules Caron                                          | Faible (E)                                                                          | Fabrique de la paroisse Saint-Martin-de-Tour                | Église paroissiale |       |
| Église Saint-Zéphirin 308 rue Saint-Joseph                                      | La Tuque                     | Catholique                     | 1930-1931             | Heldège Laberge                                      | Moyenne (D) /Monument historique cité (2010)                                        | Fabrique de la paroisse Saint-Martin-de-Tour                | Église paroissiale |       |
| Centre chrétien évangélique 540 rue Saint-Antoine                               | La Tuque                     | Protestante                    |                       |                                                      |                                                                                     |                                                             | |       |
| Salle du Royaume, Témoins de Jéhovah 1501 boul. Ducharme                        | La Tuque                     | Restaurationnisme              |                       |                                                      |                                                                                     |                                                             | |       |
| Église Saint-Hippolyte 58 rue Principale                                        | Langelier                    | Catholique                     | 1913-1914             |                                                      | Faible (E)                                                                          | Fabrique de la paroisse Saint-Martin-de-Tour                | Église paroissiale |       |
| Église dite chapelle Saint-Étienne 12 rue Niska                                 | Obedjiwan                    | Catholique                     | 1924-1925             |                                                      | Faible (E)                                                                          |                                                             | Église paroissiale |       |
| Église Sainte-Thérèse-de-l’Enfant-Jésus 1 rue de l'Église                       | Obedjiwan                    | Catholique                     | 1956                  |                                                      |                                                                                     |                                                             | Église paroissiale |       |
| Église Saint-Thomas adresse                                                     | Parent                       | Catholique                     | 1920-1922             | Beaupré                                              | Faible (E)                                                                          | Fabrique de la paroisse Saint-Martin-de-Tour                | Église paroissiale |       |
| Église Saint-François-Xavier 701 rue Principale                                 | Batiscan                     | Catholique                     | 1864-1866             | Zéphirin Perreault                                   | Exceptionnelle (B)                                                                  | Municipalité                                                | Église paroissiale. Acquise par la Municipalité en 2017. |       |
| Église Notre-Dame-de-la-Visitation 989 rue Notre-Dame                           | Champlain                    | Catholique                     | 1879                  | Gédéon Leblanc, entrepreneur                         | Exceptionnelle (B) / monument historique classé (2001)                              | Fabrique de la paroisse Saint-Laurent-de-la-Moraine         | Église paroissiale |       |
| Église Notre-Dame-du-Mont-Carmel 1621 rue Principale                            | Notre-Dame-du-Mont-Carmel    | Catholique                     | 1869-1870             | Calixte Therrien                                     | Moyenne (D)                                                                         | Fabrique de la paroisse Notre-Dame-de-la-Joie               | Église paroissiale |       |
| Église de Jésus-Christ, des Saints des derniers jours 4260 route des Vétérans   | Notre-Dame-du-Mont-Carmel    | Restaurationnisme              |                       |                                                      |                                                                                     |                                                             | |       |
| Église Saint-Luc 3991 rue Saint-Alexis                                          | Saint-Luc-de-Vincennes       | Catholique                     | 1952-1953             | Denoncourt et Denoncourt                             |                                                                                     | Fabrique de la paroisse Saint-Laurent-de-la-Moraine         | Église paroissiale |       |
| Église Saint-Maurice 2391 boul. Saint-Jean                                      | Saint-Maurice                | Catholique                     | 1862-1864             | Milette, Pagé et Héroux                              | Supérieure (C)                                                                      | Fabrique de la paroisse Saint-Laurent-de-la-Moraine         | Église paroissiale |       |
| Église Saint-Narcisse 350 rue de l'Église                                       | Saint-Narcisse               | Catholique                     | 1871-1873             | Édouard Hamelin                                      | Supérieure (C)                                                                      | Fabrique de la paroisse Saint-Laurent-de-la-Moraine         | Église paroissiale |       |
| Église Saint-Prosper 360 rue de l'Église                                        | Saint-Prosper-de-Champlain   | Catholique                     | 1848-1850             | Zéphirin Perreault                                   | Exceptionnelle (B)                                                                  | Fabrique de la paroisse Sainte-Élisabeth                    | Église paroissiale |       |
| Église Saint-Stanislas 204 rue Principale                                       | Saint-Stanislas              | Catholique                     | 1870-1873             | Gédéon Leblanc, entrepreneur                         | Supérieure (C)                                                                      | Fabrique de la paroisse Sainte-Élisabeth                    | Église paroissiale |       |
| Église Sainte-Anne 201 rue Sainte-Anne                                          | Sainte-Anne-de-la-Pérade     | Catholique                     | 1855-1869             | Jean-Casimir Coursolles                              | Incontournable (A)                                                                  | Fabrique de la paroisse Sainte-Élisabeth                    | Église paroissiale |       |
| Salle du Royaume, Témoins de Jéhovah route 138                                  | Sainte-Anne-de-la-Pérade     | Restaurationnisme              |                       |                                                      |                                                                                     |                                                             | |       |
| Église Sainte-Geneviève 51 rue Principale                                       | Sainte-Geneviève-de-Batiscan | Catholique                     | 1870-1871             | Zéphirin Perreault                                   | Faible (E)                                                                          | Fabrique de la paroisse Sainte-Élisabeth                    | Église paroissiale |       |
| Église Sacré-Cœur-de-la-Baie 17 Côte de l'Église                                | Shawinigan                   | Catholique                     | 1930-1931             | Jules Caron                                          | Faible (E)                                                                          | Privée                                                      | Ancienne église paroissiale, fermée le 26 octobre 2014 et vendue au privé. |       |
| Église Saint-Jean-Baptiste 1251 Cinquième avenue                                | Shawinigan                   | Catholique                     | 1960-1962             | J. David Deshaies                                    |                                                                                     | Fabrique de la paroisse Sainte-Marie-de-l’Incarnation       | Église paroissiale |       |
| Église Saint-Paul 499 Sixième avenue                                            | Shawinigan                   | Catholique                     | 1906-1908             | McDuff, Ludger Lemieux                               | Supérieure (C)                                                                      | Fabrique de la paroisse Sainte-Marie-de-l’Incarnation       | Église paroissiale |       |
| Église Saint-Stephen 111 Cinquième avenue                                       | Shawinigan                   | Anglicane                      | 1922-1924             | Robert Jr. North                                     | Exceptionnelle (B)                                                                  | Privée                                                      | Consacrée en 1925, elle a été déconsacrée le 27 juillet 2012 et vendue. Sa future vocation n'est pas connue. |       |
| Église Saint John the Evangelist 1089 rue des Érables                           | Shawinigan                   | Anglicane                      | 1901, rénovée en 1933 |                                                      |                                                                                     | Privée                                                      | Fermée, vendue en 1981, transformée en résidence privée. |       |
| Église unie Trinity 382, 10e rue de la Pointe                                   | Shawinigan                   | Protestante                    | 1932                  | Shorey & Ritchie                                     |                                                                                     | Privée                                                      | Fermée, elle a été vendue vers 2017 et convertie en résidence privée. |       |
| Église Sainte-Flore 3333, 50e avenue                                            | Shawinigan                   | Catholique                     | 1897-1898             | Georges-Félix Héroux                                 | Moyenne (D)                                                                         | Fabrique de la paroisse Sainte-Marie-de-l’Incarnation       | Église paroissiale |       |
| Église Saint-Théophile 1041, 37e avenue                                         | Shawinigan                   | Catholique                     | 1898-1899             | J. Georges Bussières                                 | Moyenne (D)                                                                         | Fabrique de la paroisse Sainte-Marie-de-l’Incarnation       | Église paroissiale |       |
| Église Saint-Georges 359, 109e rue                                              | Shawinigan                   | Catholique                     | 1966-1967             | Arthur Lacoursière, Joseph-Louis Beaumier            |                                                                                     | Fabrique de la paroisse Sainte-Marie-de-l’Incarnation       | Église paroissiale |       |
| Église Saint-Gérard-Majella 1530 chemin Principal                               | Shawinigan                   | Catholique                     | 1922                  | Jules Caron                                          | Faible (E)                                                                          | Privée                                                      | Ancienne église paroissiale. Vendue à un particulier en 2023. Projet de chapelle privée. |       |
| Chapelle du Centre Saint-Dominique 2710 rue Laflèche                            | Shawinigan                   | Catholique                     | 1958                  |                                                      |                                                                                     |                                                             | |       |
| Chapelle conventuelle Saint-Pie-X 905 rang Saint-Mathieu                        | Shawinigan                   | Mouvement catholique orthodoxe | 1950-1951             |                                                      |                                                                                     | Prieuré Saint-Pie-X                                         | |       |
| Chapelle conventuelle Sainte-Thérèse 255 chemin de la Réserve                   | Shawinigan                   |                                |                       |                                                      |                                                                                     | Centre de renaissance catholique                            | |       |
| Église Assomption 4393 boul. Des Hêtres                                         | Shawinigan                   | Catholique                     | 1951-1952             | Arthur Lacoursière                                   |                                                                                     | Fabrique de la paroisse Sainte-Marguerite-d‘Youville        | Église paroissiale |       |
| Église Centre évangélique de Shawinigan 773 avenue de la Station                | Shawinigan                   | Protestante                    | 1950                  |                                                      |                                                                                     |                                                             | Anglicane devenue pentecôtiste |       |
| Église Christ-Roi 1250 rue Notre-Dame                                           | Shawinigan                   | Catholique                     | 1938                  |                                                      | Faible (E)                                                                          | Privée                                                      | Ancienne église paroissiale. Fermée en 1965. Achetée par la municipalité en 1966 et convertie en Palestre municipale (centre sportif), puis reconvertie en centre de la Société Saint-Vincent-de-Paul.                                    |       |
| Église Christ-Roi boulevard Royal                                               | Shawinigan                   | Catholique                     | 1963-1965             | Adrien Dufresne et Jos.-Louis Beaumier               |                                                                                     | Démolie                                                     | Ancienne église paroissiale. Cette seconde église Christ-Roi a été construite en 1963-1965 sur un terrain adjacent à la précédente. Elle a été fermée, transformée en restaurant en 1994 puis démolie vers 2002.                          |       |
| Église Saint-Bernard 515, 3e rue de la Pointe                                   | Shawinigan                   | Catholique                     | 1912-1914             | Héroux et Bellemarre                                 | Supérieure (C)                                                                      | Privée                                                      | Ancienne église paroissiale. Fermée le 30 décembre 2005 et vendue au privé. Utilisée par divers organismes de 2005 à 2024. Remise en vente en 2024. En 2025, sa démolition est envisagée pour la construction d'un immeuble à logements,. |       |
| Église Saint-Charles-Garnier 3800 rue Pelletier                                 | Shawinigan                   | Catholique                     | 1950                  |                                                      |                                                                                     |                                                             | Ancienne église paroissiale. Fermée vers 2020. |       |
| Église Saint-Marc rue Trudel                                                    | Shawinigan                   | Catholique                     | 1913                  |                                                      |                                                                                     | Détruite                                                    | Ancienne église paroissiale. Détruite par un incendie le 13 février 1965. |       |
| Église Saint-Marc 1852 avenue Georges                                           | Shawinigan                   | Catholique                     | 1951-1952             | Joseph-Eugène Saint-Onge, entrepreneur               |                                                                                     | Privée                                                      | Ancienne église paroissiale. À l'origine centre paroissial, utilisé comme église après l'incendie de l'église de la rue Trudel en 1965. Fermée. Vendue en 2021 à un organisme privé de bienfaisance.                                      |       |
| Église Saint-Pierre 792 rue Hemlock                                             | Shawinigan                   | Catholique                     | 1929-1930             | Ludger Lemieux                                       | Supérieure (C)                                                                      | Privée                                                      | Ancienne église paroissiale. Fermée en 2018. Vendue à un particulier. |       |
| Église Sainte-Croix 2153, rue Gignac                                            | Shawinigan                   | Catholique                     | 1948-1949             |                                                      |                                                                                     |                                                             | Ancienne église paroissiale. Fermée le 18 avril 2004. |       |
| Église Sainte-Hélène 2350, 93e Rue                                              | Shawinigan                   | Catholique                     | 1965                  |                                                      |                                                                                     |                                                             | Ancienne église paroissiale. Fermée le 18 avril 2004. |       |
| Église Notre-Dame-de-la-Présentation 825, avenue Ozias-Leduc                    | Shawinigan                   | Catholique                     | 1924-1925             | Jules Caron                                          | Exceptionnelle (B) /Lieu historique national (2004)                                 | Fabrique de la paroisse Notre-Dame-de-la-Joie               | Église paroissiale |       |
| Église Saint-André 1795, 14e Avenue                                             | Shawinigan                   | Catholique                     | 1952                  |                                                      |                                                                                     | Fabrique de la paroisse Notre-Dame-de-la-Joie               | Église paroissiale |       |
| Église Saint-Sauveur 615, 123e Rue                                              | Shawinigan                   | Catholique                     | 1948                  | Arthur Lacoursière                                   |                                                                                     | Fabrique de la paroisse Notre-Dame-de-la-Joie               | Église paroissiale |       |
| Église Sainte-Jeanne-d'Arc 1050, 5e Avenue                                      | Shawinigan                   | Catholique                     | 1923-1924             | Jules Caron                                          | Moyenne (D)                                                                         | Fabrique de la paroisse Notre-Dame-de-la-Joie               | Église paroissiale |       |
| Église Saint-Jean 1551, rue Principale Secteur Saint-Jean-des-Piles             | Shawinigan                   | Catholique                     | 1897-1898             |                                                      | Faible (E)                                                                          | Fabrique de la paroisse Sainte-Marie-de-l’Incarnation       | Église paroissiale |       |
| Église communautaire Nouvel Espoir (Armée du salut) 763 Quatrième rue           | Shawinigan                   | Protestante                    |                       |                                                      |                                                                                     |                                                             | |       |
| Église évangélique baptiste 25 route Lamothe                                    | Shawinigan                   | Protestante                    |                       |                                                      |                                                                                     |                                                             | |       |
| Église Jésus-Christ de la Pentecôte 77, 125e rue                                | Shawinigan                   | Protestante                    |                       |                                                      |                                                                                     |                                                             | |       |
| Église Notre-Dame-des-Neiges 441 rue de l'Église                                | Charette                     | Catholique                     | 1909-1912             | Joseph Héroux                                        | Moyenne (D)                                                                         | Fabrique de la paroisse Notre-Dame-de-l’Alliance            | Église paroissiale |       |
| Église dite chapelle Saint-Nicolas-de-Matawin 4020 route 155                    | Lac-des-Cinq                 | Catholique                     | 1958                  |                                                      |                                                                                     |                                                             | |       |
| Église Saint-Boniface 110 rue Principale                                        | Saint-Boniface               | Catholique                     | 1922                  | Louis-Joseph Caron, Jules Caron                      | Supérieure (C)                                                                      | Fabrique de la paroisse Notre-Dame-de-l’Alliance            | Église paroissiale |       |
| Église Saint-Élie 85 rue Principale                                             | Saint-Élie-de-Caxton         | Catholique                     | 1921-1922             | Louis Auguste Amos,                                  | Moyenne (D) /Site du patrimoine (2010)                                              | Fabrique de la paroisse Notre-Dame-de-l’Alliance            | Église paroissiale |       |
| Église Saint-Mathieu 1890 chemin Principal                                      | Saint-Mathieu-du-Parc        | Catholique                     | 1954-1955             | Arthur Lacoursière                                   |                                                                                     | Fabrique de la paroisse Notre-Dame-de-l’Alliance            | Église paroissiale |       |